# Dom Ticho
Dom Ticho (hebr. ‏בית טיכו‎) – muzeum znajduje się w jednym z najstarszych domów zbudowanych poza murami Starego Miasta Jerozolimy (pod koniec XIX wieku).
Dom ten zakupił w 1924 dr Avraham Albert Ticho i założył na piętrze poradnię okulistyczną, która działała do 1960. Kuzynka zmarłego doktora przekazała dom z całą biblioteką i wszystkimi zabytkowymi eksponatami miastu, by służył jako muzeum otwarte dla sztuki.